# Benedetto Benedetti (Bischof)
Benedetto Benedetti (* im 16. Jahrhundert; † 1629 oder 1636) war ein italienischer römisch-katholischer Bischof.

## Biografie
Als Mitglied einer Patrizierfamilie wurde er am 18. August 1609 zum Bischof von Caorle ernannt. 1619 weihte er die Kirche des Kartäuserklosters Vedana.
Er wurde dadurch bekannt, dass er bestimmte Traditionen verbot, weshalb es zu Streitigkeiten mit dem Domkapitel kam, die vor dem Patriarchen von Venedig Francesco Vendramin (und dessen Nachfolger Giovanni Tiepolo) beigelegt werden mussten. Die Kontroverse endete mit der Auflösung des Domkapitels, das erst unter Bischof Castellari neu konstituiert wurde.
Benedetto Benedetti beendete sein Bischofsamt 1629, es ist nicht klar, ob durch Tod oder durch Verzicht.